# Nootka Island
Nootka Island är en ö i Kanada.   Den ligger i provinsen British Columbia, i den sydvästra delen av landet, 3 800 km väster om huvudstaden Ottawa. Arean är 534 kvadratkilometer.
Terrängen på Nootka Island är kuperad. Öns högsta punkt är 892 meter över havet. Den sträcker sig 34,2 kilometer i nord-sydlig riktning, och 26,6 kilometer i öst-västlig riktning.
I omgivningarna runt Nootka Island växer i huvudsak barrskog. Trakten runt Nootka Island är nära nog obefolkad, med mindre än två invånare per kvadratkilometer.